# 1984 à Terre-Neuve-et-Labrador
Chronologie de Terre-Neuve-et-Labrador
- 1980
- 1981
- 1982
- 1983
- 1984
- 1985
- 1986
- 1987
- 1988

Cette page concerne des événements survenus en 1984 dans la province canadienne de Terre-Neuve-et-Labrador.

## Politique
- Premier ministre : Brian Peckford
- Chef de l'Opposition :
- Lieutenant-gouverneur :
- Législature :

## Événements
- 5 octobre : fondation du journal Le Gaboteur à Saint-Jean de Terre-Neuve.

## Naissances
- 16 février : Doug O'Brien (né à Saint-Jean de Terre-Neuve), joueur professionnel de hockey sur glace canadien[1],[2].

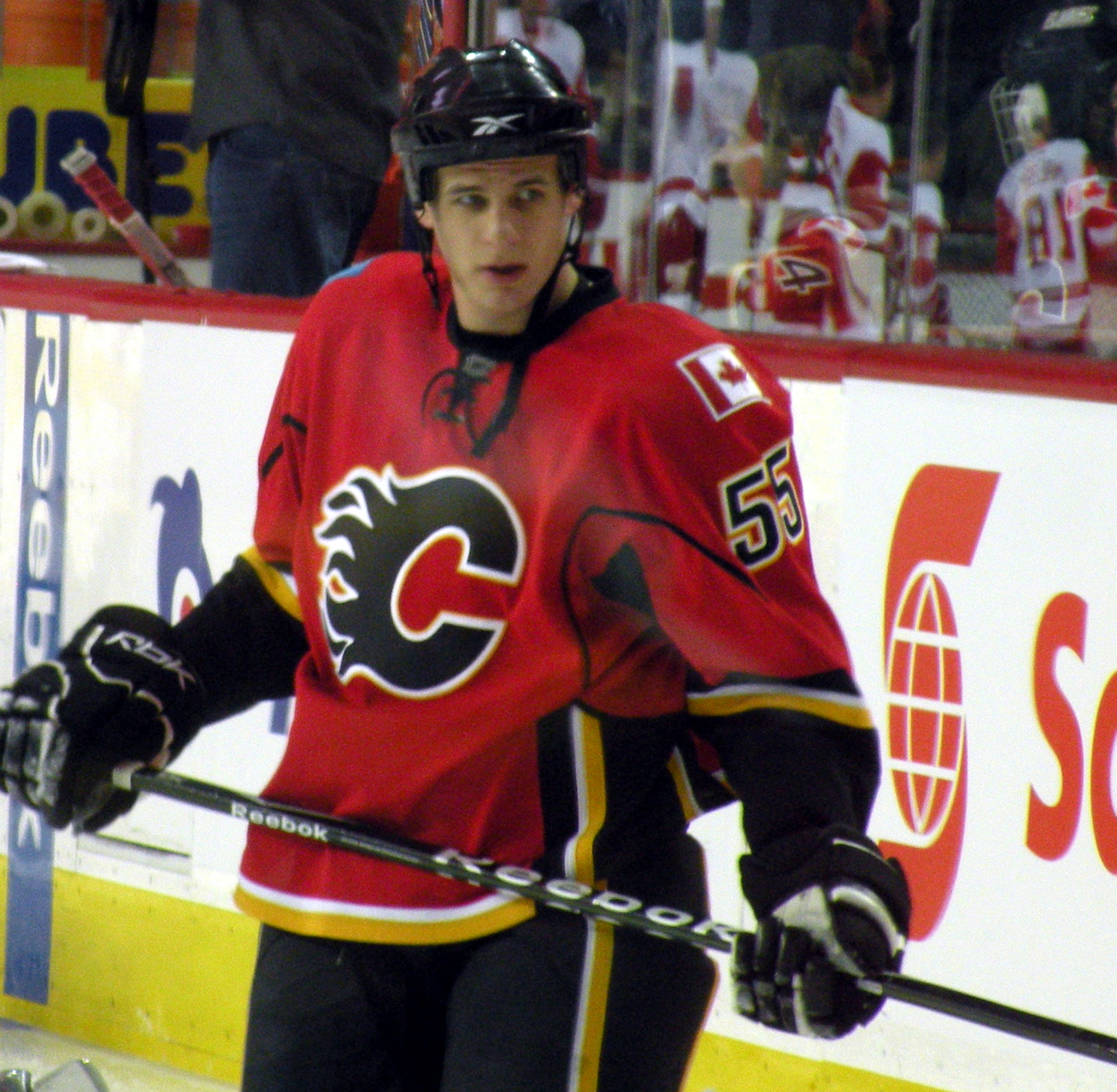
Adam Pardy en 2008.

- 29 mai : Adam Pardy (né à Bonavista), joueur professionnel de hockey sur glace canadien[3].